# 2-Nitroresorcin
2-Nitroresorcin ist ein orangefarbener Feststoff, der sowohl zur Stoffgruppe der Phenole, als auch zur Stoffgruppe der Nitroaromaten gehört.

## Darstellung
2-Nitroresorcin kann aus Resorcin hergestellt werden, das zunächst an den Positionen 4 und 6 sulfoniert wird. Diese Sulfonsäure wird dann mit Salpetersäure und Schwefelsäure nitriert. Abschließend werden die Sulfonsäuregruppen verkocht.

## Eigenschaften

### Physikalische Eigenschaften
2-Nitroresorcin kristallisiert im triklinen Kristallsystem mit den Gitterparametern a = 708,3 pm, b = 769,6 pm, c = 660,7 pm, α = 74,61°, β = 77,81°, γ = 68,64°, sowie 2 Formeleinheiten pro Elementarzelle. Die Selbstentzündung von 2-Nitroresorcin findet bei 426–427 °C statt. Das Dipolmoment von 2-Nitroresorcin wurde in Dioxan zu μ = 2,9, in Benzol zu μ = 2,25 und in Tetrachlorkohlenstoff zu μ = 2,45 bestimmt. 2-Nitroresorcin bildet von beiden Hydroxygruppen zu den Sauerstoffatomen der Nitrogruppe Wasserstoffbrückenbindungen.

### Chemische Eigenschaften
Die Methylierung von 2-Nitroresorcin mit Dimethylsulfat führt zu 2-Nitro-1,3-dimethoxybenzol. Die Bromierung dieses Ethers mit elementarem Brom in Eisessig führt zunächst zum 4-Brom-2-nitro-1,3-dimethoxybenzol, schließlich dann zum 4,6-Dibrom-2-nitro-1,3-dimethoxybenzol.
Bei der Bromierung von 2-Nitroresorcin mit elementarem Brom in Eisessig entsteht das 2-Nitro-4,6-dibromresorcin, dessen Schmelzpunkt bei 124 °C liegt.
Bei der Reaktion von 2-Nitroresorcin mit Essigsäureanhydrid mit Aluminiumchlorid als Katalysator entsteht 1-(2,4-Dihydroxy-3-nitrophenyl)-ethanon.

## Verwendung
2-Nitroresorcin ist das Ausgangsprodukt zur Herstellung von 2-Aminoresorcin, das als Maltase-Glucoamylase-Inhibitor eingesetzt wird. Bei dieser Synthese wird das 2-Nitroresorcin durch Wasserstoff, katalysiert durch Platindioxid zur Aminoverbindung reduziert.
Das erste Kontrastmittel in der Magnetresonanztomographie 'DOPTA-Gd' wurde aus 2-Nitroresorcin hergestellt.
2-Nitroresorcin wird auch als Katalysator bei der Herstellung von Bleistyphnat verwendet.